# Lišany (okres Rakovník)
Lišany (Duits: Lischan) is een Tsjechische gemeente in de regio Midden-Bohemen en maakt deel uit van het district Rakovník en sinds 2000 tevens van het gemeentelijke samenwerkingsverband Podžbánsko. Het dorp ligt op 4,5 km afstand van de stad Rakovník.
Lišany telt 659 inwoners.

## Etymologie
De oorsprong van naam Lišany is onduidelijk. Mogelijk is de naam afgeleid van de stichters van het dorp (Lysá, ofwel het dorp van de Lysans) of van de achternaam Lis, Lisa of Lysý. In historische bronnen wordt de naam op verschillende manieren geschreven: Lysan (1252), Lissany (1341), Lyssan (1352 tot ongeveer 1405), In Lissan (1380, 1405), Lyssan (1411), Lissan (1416), Van Lysan (1417), Lyssany (1500) en Lyssane (1540).

## Geschiedenis
De eerste schriftelijke vermelding van het dorp (acta sunt in Lysan) dateert van 1252, toen koning Wenceslaus I een manifest uitvaardigde voor het Vyšehrad-kapittel.
Sinds 2003 is Lišany een zelfstandige gemeente binnen het Rakovnikdistrict.

## Verkeer en vervoer

### Autowegen
De weg II/229 loopt door de gemeente en verbindt Rakovník met Lišany en Louny.

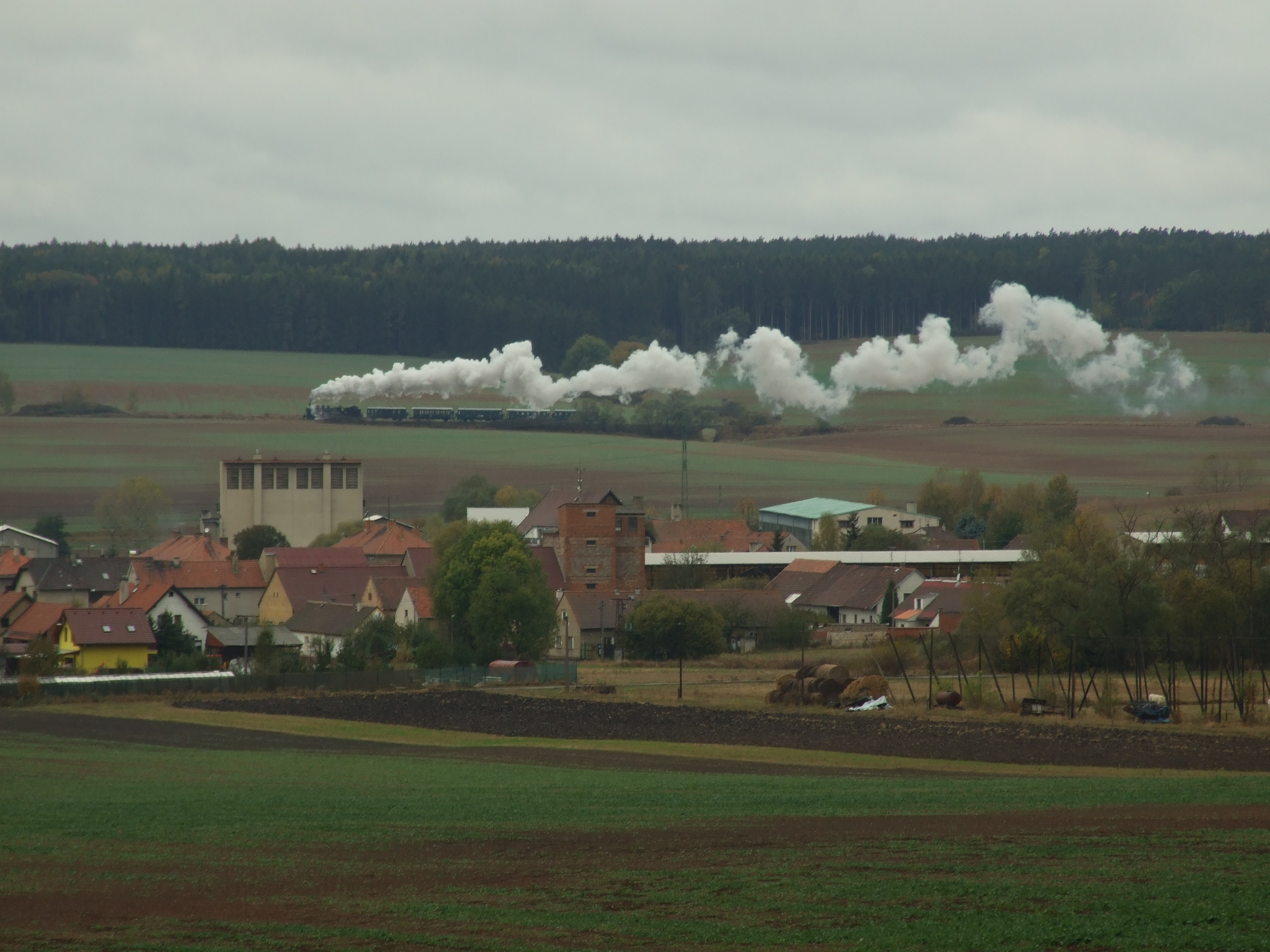
Stoomtrein nabij het dorp

### Spoorlijnen
Er is geen station (in de buurt van) Lišany. Wel lopen de spoorlijnen 120, 124 en 125 (laatstgenoemde is buiten gebruik) langs de dorps-/gemeentegrens.

### Buslijnen
Er stoppen diverse buslijnen in het dorp die Lišany verbinden met Kladno, Louny, Mutějovice, Nové Strašecí, Rakovník, Řevničov en Tuchlovice.

## Bezienswaardigheden
- Kerk van Maria Hemelvaart;

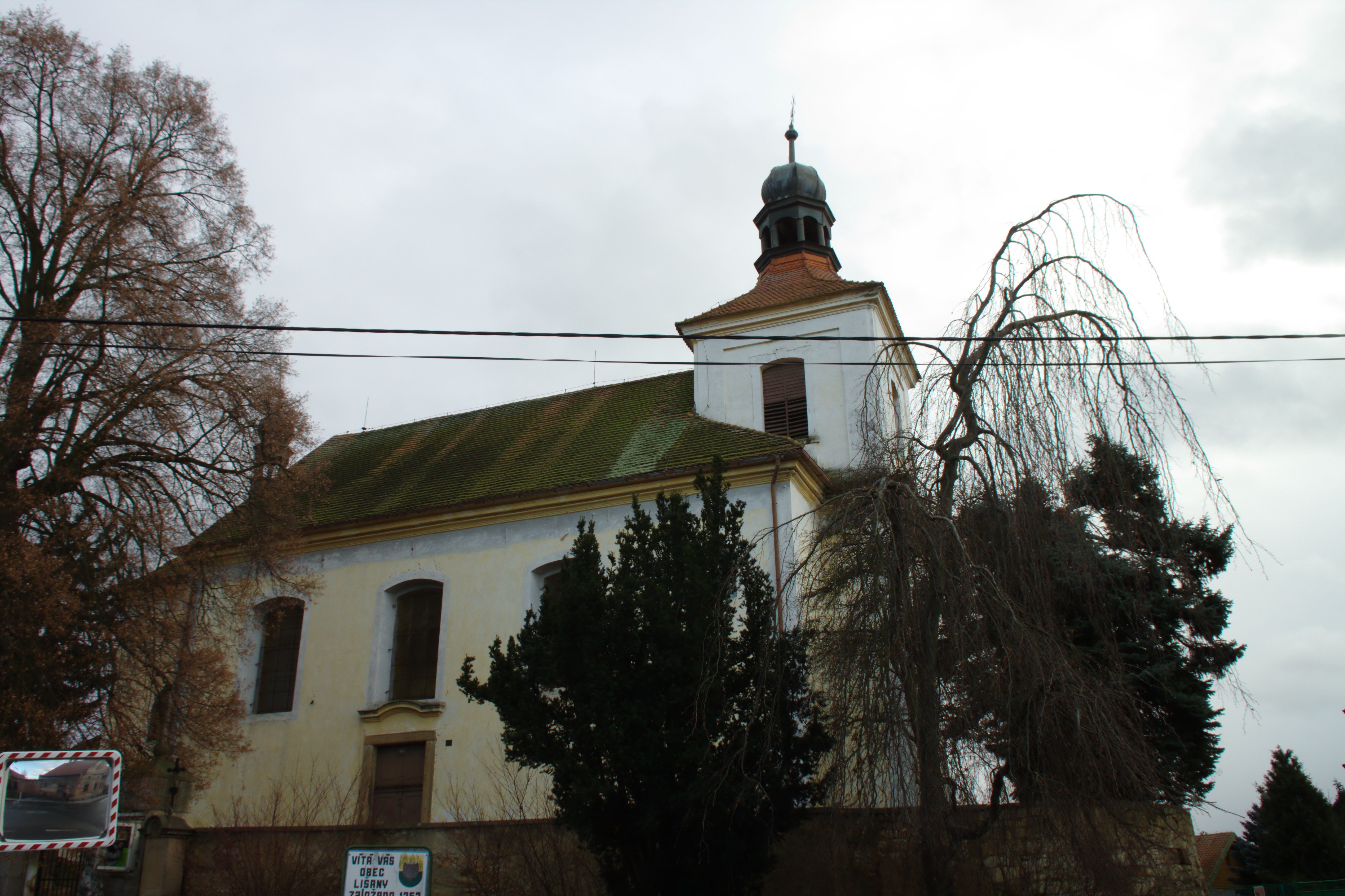
Kerk van Maria Hemelvaart

- Standbeeld van Sint Johannes van Nepomuk;
- Een monumentale lindeboom.

## Bekende mensen uit Lišany
- František Kejla (1914-1981), pedagoog
- Antonín Pelc (1895-1967), striptekenaar, schilder en illustrator

## Galerij

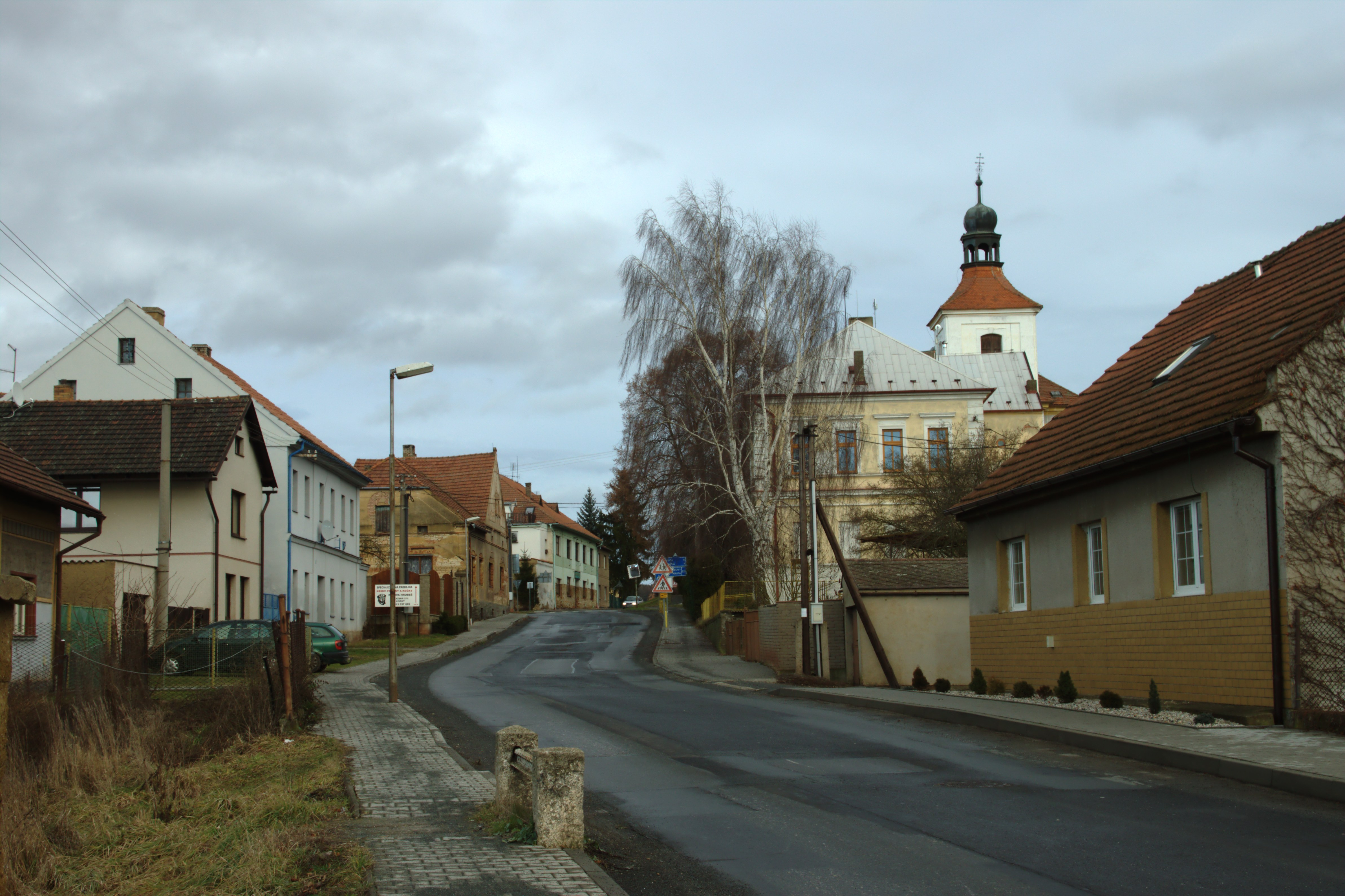
Hoofdweg door het dorp
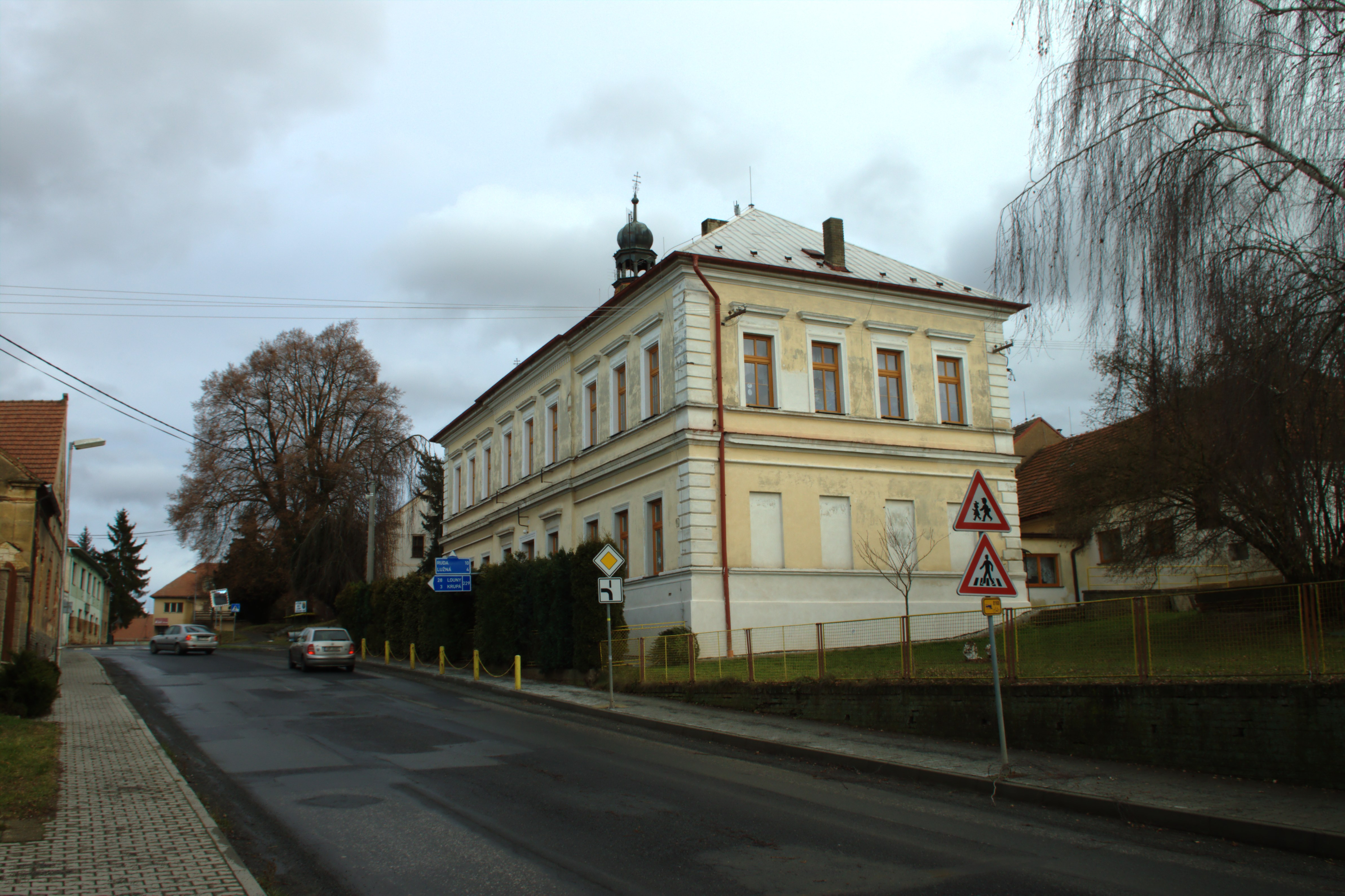
School in Lišany
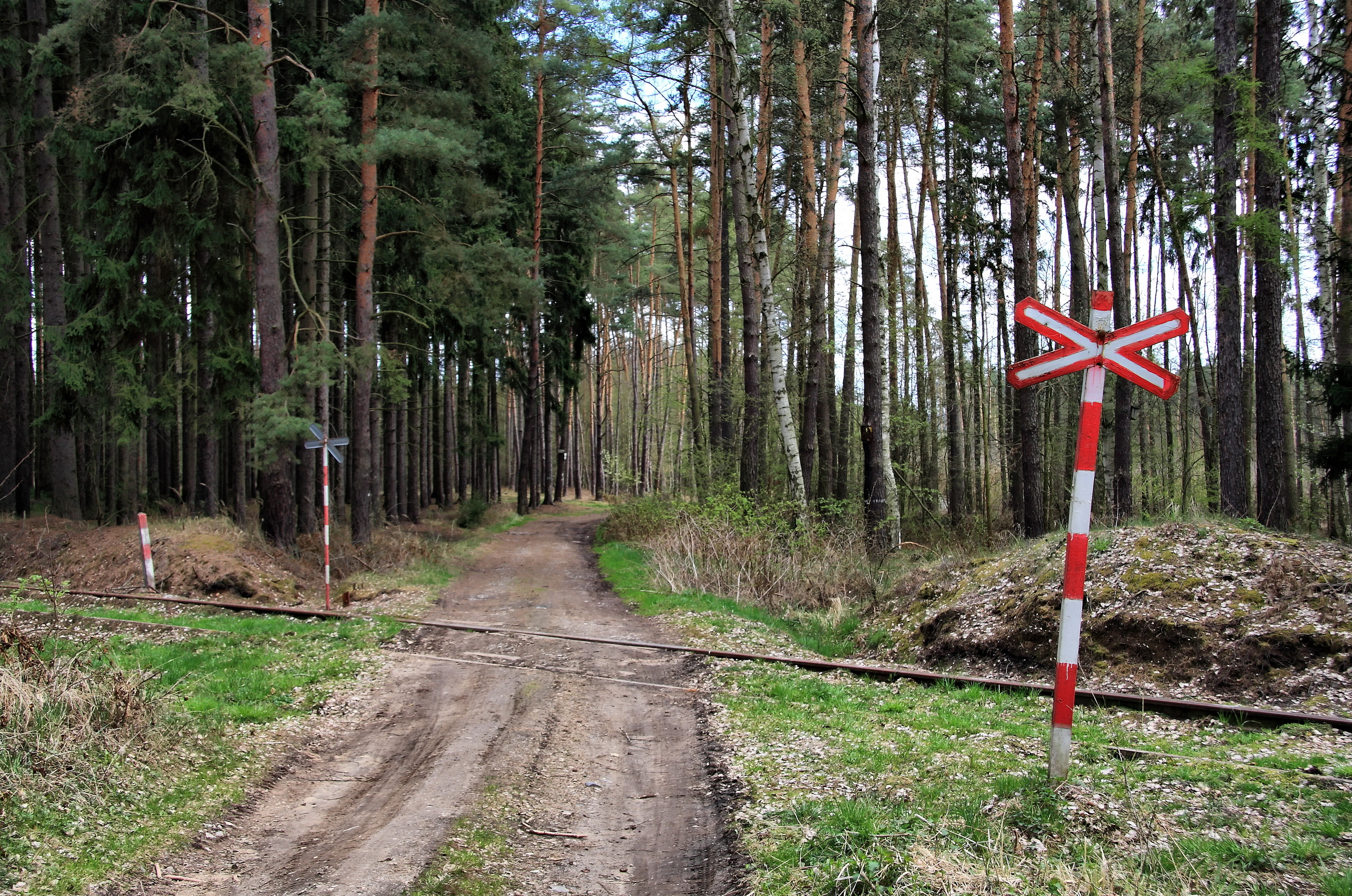
Spoorwegovergang in bos nabij Lišany
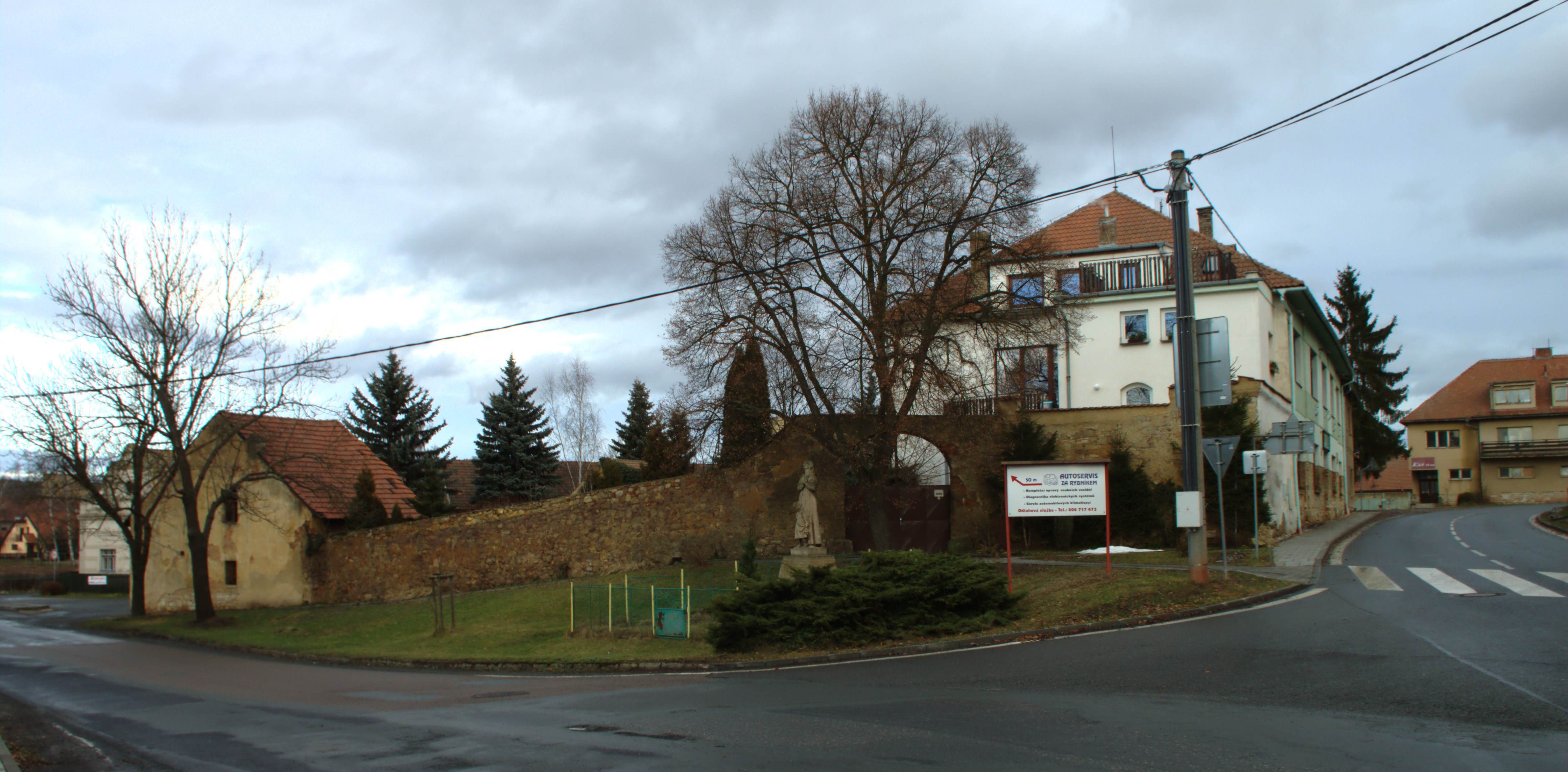
Kruising in het dorp
Westelijke toegangsweg